# Roanoke (Indiana)
Pour les articles homonymes, voir Roanoke.
Roanoke est une municipalité américaine située dans le comté de Huntington en Indiana. Lors du recensement de 2010, sa population est de 1 722 habitants.

## Géographie
Roanoke se trouve entre Huntington au sud-ouest et Fort Wayne au nord-est sur la U.S. Route 24.
Selon le Bureau du recensement des États-Unis, la municipalité s'étend en 2010 sur une superficie de 1,20 mille carré (3,11 km2).

## Histoire
Le développement de Roanoke est lié à la construction du Wabash and Erie Canal, à partir des années 1830. Le bureau de poste de Roanoke ouvre en 1846 et la ville est fondée en 1850. Elle est nommée d'après la ville de Roanoke en Virginie.
Roanoke connaît une importante croissance après l'ouverture du canal en 1853, reliant le lac Érié à la rivière Ohio. La ville accueillait alors la quatrième écluse du canal. Elle devient une municipalité en 1874

## Démographie
Selon l'American Community Survey de 2018, la population de Roanoke est très majoritairement blanche (à plus de 97 %) et parle l'anglais à la maison (à plus de 99 %). Le revenu médian par foyer y est de 64 583 dollars, au-dessus de l'Indiana (54 325 dollars) et des États-Unis (60 293 dollars). La ville connaît un taux de pauvreté plutôt bas, à 5,2 % contre 13,1 % dans l'État et 11,8 % dans la pays,.